# Rio Lagan
Lagan ( PRONÚNCIA; em latim: Laganus Fluvius) é um rio das províncias de Halland e Småland, na Suécia. Tem 244 quilômetros de extensão, e é o rio mais extenso da Suécia meridional, com uma bacia hidrográfica de 6 440 km2. Nasce perto de Taberg, na comuna de Jönköping, passa por Värnamo, lago Vidöstern, Ljungby e Laholm, e vai desaguar a 20 quilómetros da cidade de Halmstad, na baía de Laholm, no estreito do Categate. A maior  central hidroelétrica do rio está localizada em Karsefors, onde há uma queda de água com 26 m de altura.

## Etimologia
O nome geográfico Lagan deriva de lag (água, líquido, curso de água) em dinamarquês e sueco antigos.
O termo está registado em 1300 como Laghæ, e em 1675 como Lafuan fluvius.